# Gorhey
Gorhey é uma comuna francesa na região administrativa do Grande Leste, no departamento de Vosges. Estende-se por uma área de 6.31 km². Em 2010 a comuna tinha 182 habitantes (densidade: 28,8 hab./km²).